# Crustorhabditis scanica
Crustorhabditis scanica är en rundmaskart. Crustorhabditis scanica ingår i släktet Crustorhabditis, och familjen Rhabditidae. Arten är reproducerande i Sverige.